# Everlövs distrikt
Everlövs distrikt är ett distrikt i Sjöbo kommun och Skåne län. 
Distriktet ligger sydväst om Sjöbo.

## Tidigare administrativ tillhörighet
Distriktet inrättades 2016 och utgörs av socknen Everlöv i Sjöbo kommun.
Området motsvarar den omfattning Everlövs församling hade 1999/2000.